# День социального работника (Россия)
«День социального работника» — профессиональный праздник работников сферы социальной защиты населения, который отмечается в Российской Федерации ежегодно, 8 июня.
«День социального работника» появился в календаре официальных профессиональных праздников России сравнительно недавно, в начале третьего тысячелетия, после того, как 27 октября 2000 года Президент Российской Федерации Владимир Владимирович Путин подписал Указ № 1796 «О дне социального работника», который лаконично предписывал «Установить День социального работника и отмечать его 8 июня».
Глава государства остановился на восьмом июня для празднования Дня соцработника РФ не случайно, выбор этой даты напрямую связан с историей социальной работы в России. Именно в этот день, почти за триста лет до Владимира Путина, 8 июня 1701 года в российской Империи Пётр Первый (Великий) издал царский Указ № 1856 «Об определении в домовых Святейшего Патриархата богадельни нищих, больных и престарелых». Согласно указу царя, «для десяти человек больных — в богадельне должен быть один здоровый, который бы за теми больными ходил и всякое им вспоможение чинил».
В 2007 году, Владимир Путин, поздравляя работников социальной сферы с их профессиональным праздником, сказал следующие слова:

«Вы избрали для себя нелегкую, но в высшей степени благородную и очень нужную профессию – оказывать действенную помощь тем, кто в ней нуждается. От профессионализма и компетентности, высоких личных качеств социальных работников во многом зависит качество жизни миллионов людей в нашей стране, их социальное самочувствие, уверенность в завтрашнем дне... Убежден, что вы и впредь будете бережно хранить и преумножать замечательные традиции, заложенные многими поколениями своих предшественников – людей, бесконечно преданных своему делу, истинных подвижников...»

«День социального работника» не является нерабочим днём, если, в зависимости от года, не выпадает на выходной.